# Metanovella
La metanovella è quel tipo di novella in cui l'autore dà pochissimo rilievo allo sviluppo della trama (o decide di non svilupparla affatto) in favore di un'analisi approfondita sulle tecniche narrative o sul processo di creazione della novella stessa o di un personaggio.
Può accadere che un personaggio o l'autore in prima persona abbattano il muro che separa il lettore da ciò che sta leggendo e si mettano a spiegare, ad esempio, il perché di certe scelte narrative, dimostrando quindi che quella è narrazione, non vera storia, ed è creata dalla sua mente seguendo determinati schemi. In certi casi l'autore può arrivare a esternare i suoi gusti in fatto di letteratura, i suoi scopi espressivi o ad assumere toni polemici nei confronti di argomenti o avvenimenti a lui contemporanei.
I principali autori italiani di metanovelle sono Giovanni Boccaccio e Luigi Pirandello